# Mikel Koliqi
Mikel Koliqi (Shkodra, 1902. szeptember 29. – Shkodra, 1997. január 28.) albán római katolikus pap, a Bíborosi Kollégium történetének első albán tagja.

## Életútja
Shkodrában született, öccse Ernest Koliqi (1903–1975) író, költő, műfordító volt. Szülővárosában végezte el a jezsuiták Xavéri Szent Ferenc Kollégiumát, majd patrónusai jóvoltából Olaszországban képezhette tovább magát. Először a bresciai és a monzai jezsuita kollégiumokban tanult, majd műszaki képzésben vett részt Bariban és a milánói műegyetemen. Milánói diákként azonban végleg elkötelezte magát a papi hivatás mellett, és műszaki tanulmányait félbehagyva a helyi papi szeminárium hallgatója lett.
Albániába való hazatérését követően, 1931. május 30-án Lazër Mjeda szentelte pappá. Lelkészi szolgálata mellett 1932-ben egyházi énekiskolát nyitott, 1938-tól 1944-ig pedig a Kumona e së Dielles (’Vasárnapi Harang’) című művelődési folyóirat alapító szerkesztője volt.
A kommunista hatalomátvételt követően megindult vallásüldözés során 1945. február 3-án Koliqit is letartóztatták, és börtönbüntetésre ítélték. Az ellene felhozott vádak természete máig nem pontosan ismert, hivatalosan külföldi rádióállomások hallgatásáért fogták perbe, de az ellene hozott példás ítéletben feltehetően a fasiszta kormányokban szerepet vállalt öccse, Ernest Koliqi személye is közrejátszhatott. Mikel Koliqi a következő huszonegy évet börtönben töltötte, azt követően pedig újabb huszonegy éven át különböző munkatáborok elítéltje volt (Lushnja, Kuç, Gjaza, Beden, Orman, Savra, Ballsh, Zejmen). Előrehaladott korára tekintettel végül nyolcvannégy éves korában, 1986-ban helyezték szabadlábra.
1994. november 26-án II. János Pál pápa Mikel Koliqit a római Mindenszentek-templom diakoniájának címzetes bíborosává szentelte, ezzel Koliqi a Bíborosi Kollégium történetének első albán tagja lett.